# Cyclogomphus vesiculosus
Cyclogomphus vesiculosus är en trollsländeart som först beskrevs av Selys 1873.  Cyclogomphus vesiculosus ingår i släktet Cyclogomphus och familjen flodtrollsländor. Inga underarter finns listade i Catalogue of Life.